# Moneta (Iowa)
Moneta è una comunità non incorporata della contea di O'Brien, Iowa, Stati Uniti.

## Storia
Moneta fu pianificata nel 1901. Il nome Moneta dovrebbe essere una forma poetica per l'isola di Anglesey.